# Jan-Erik Ander

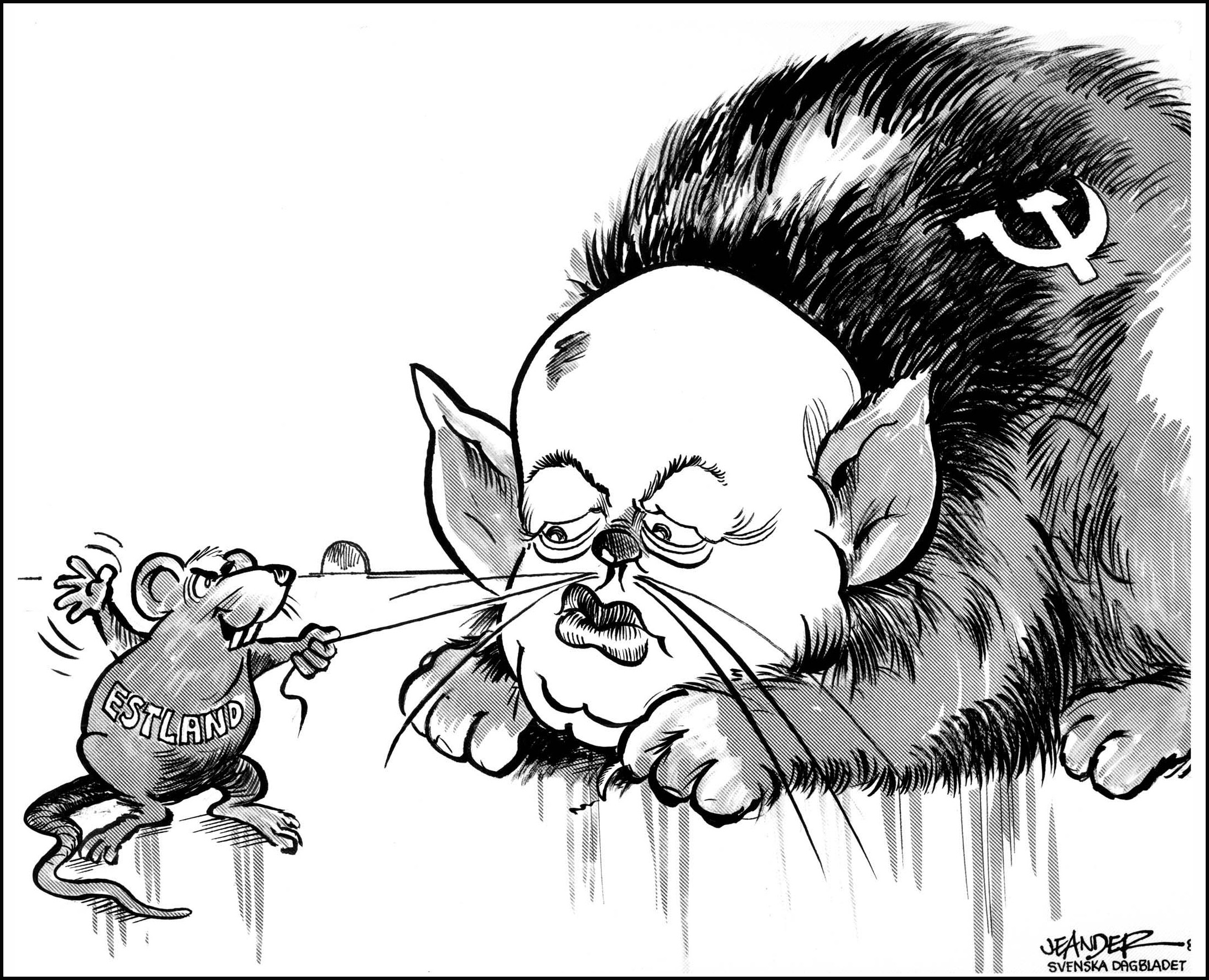
Musen som röt 1988, SvD

Jan-Erik Ander, signaturen jeander, född 1946, är en svensk tecknare och art director.
Ander är utbildad vid Konstfack 1967–1971 och har varit verksam som tecknare i dagspress, bland andra Norrköpings Tidningar, Östgöta Correspondenten, Svenska nyhetsbyrån och Svenska Dagbladet. 
Jan-Erik Ander är en av informationsföretagets Kreabs grundare 1970. Han har bland annat varit vd och chief creative officer på Kreab. Tillsammans med lexikografen Sven Lidman startade Ander 1980 företaget Lidman Information AB, vars affärsidé var att producera lexivisuell ord- och bildinformation enligt Lidmans utvecklade idéer, bland annat så kallade lexivisioner, som såldes som bokidéer till företag i flera länder. Under 1990-talet drev Ander även ett företag i informationsbranschen som fick heta just Lexivision AB, men det avvecklades 1999. Ander har varit preses i Bild och Ord Akademin, som startades på initiativ av Sven Lidman.